# Chevrolet Tracker
Chevrolet Tracker – samochód osobowy typu SUV klasy miejskiej, a następnie crossover klasy miejskiej produkowany pod amerykańską marką Chevrolet od 1989 roku. Od 2019 roku produkowana jest czwarta generacja modelu.

## Pierwsza generacja

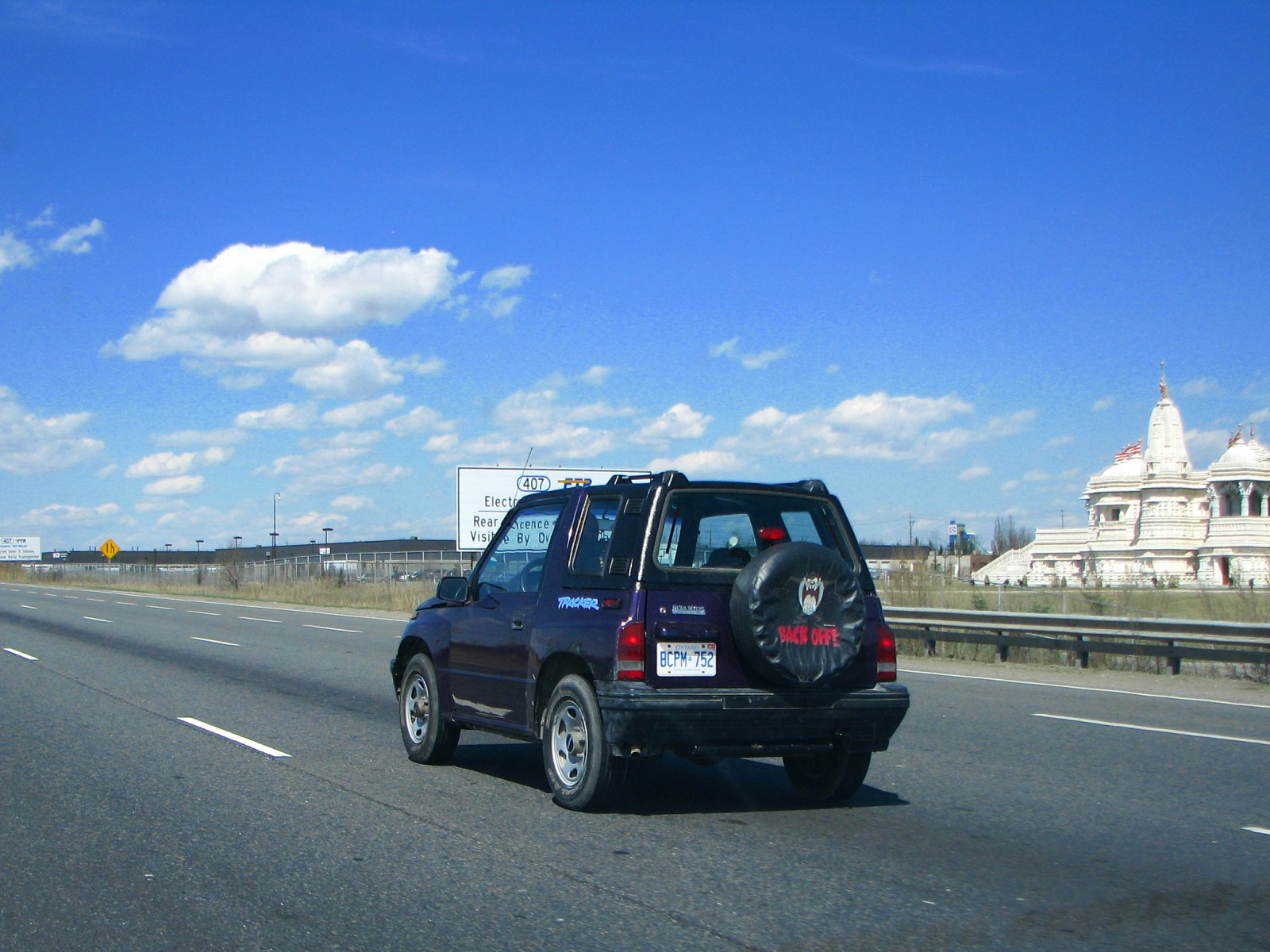
Chevrolet Tracker I - tył

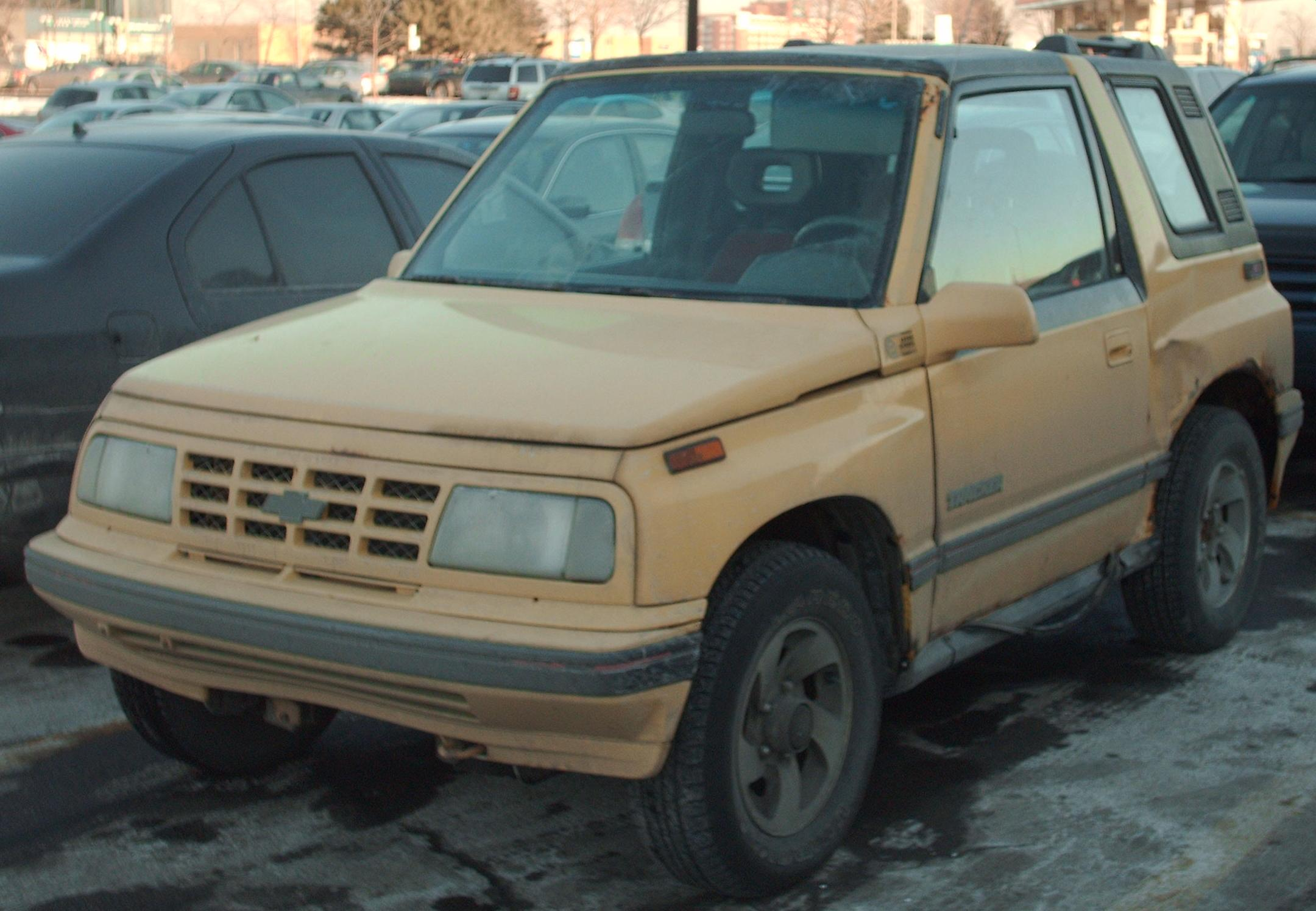
Chevrolet Tracker I 3D

Chevrolet Tracker I został zaprezentowany po raz pierwszy w 1989 roku.
W czasie, gdy do sprzedaży w Stanach Zjednoczonych trafił mały SUV Geo Tracker zbudowany razem z Suzuki, na terenie Kanady samochód uzupełnił ofertę Chevroleta pod jego marką. Oferowano go w wariancie 3 i 5-drzwiowym, a także jako kabrioleta. 
Chevrolet Tracker pierwszej generacji oferowany był w Kanadzie przez kolejne 2 lata do 1991 roku, po czym także i tutaj wprowadzono do sprzedaży markę Geo, włączając do niej Trackera. Ponownie ze znaczkiem Chevroleta samochód wrócił do sprzedaży krótko na lata 1998–1999 w związku z wycofaniem Geo z rynku zarówno ze Stanów Zjednoczonych, jak i Kanady.

### Sprzedaż
Niezależnie od rynku Ameryki Północnej, Chevrolet Tracker pierwszej generacji był produkowany i sprzedawany także na rynkach Ameryki Południowej. Najdłużej, bo do 2004 roku, samochód oferowano m.in. w Kolumbii i Ekwadorze.

### Silniki
- R4 1.6l 80 KM L01
- R4 1.6l 96 KM LS5

## Druga generacja

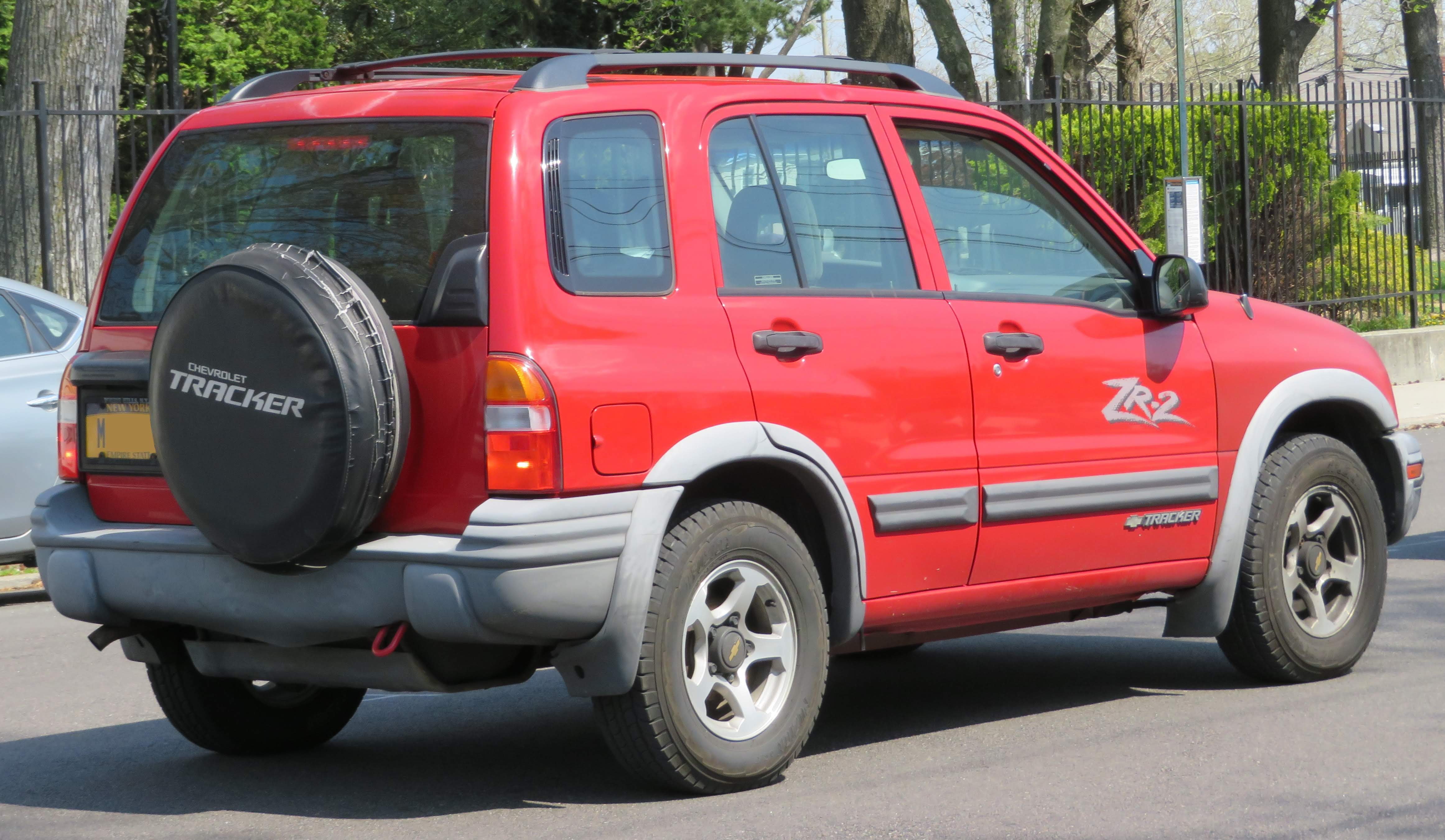
Chevrolet Tracker II - tył

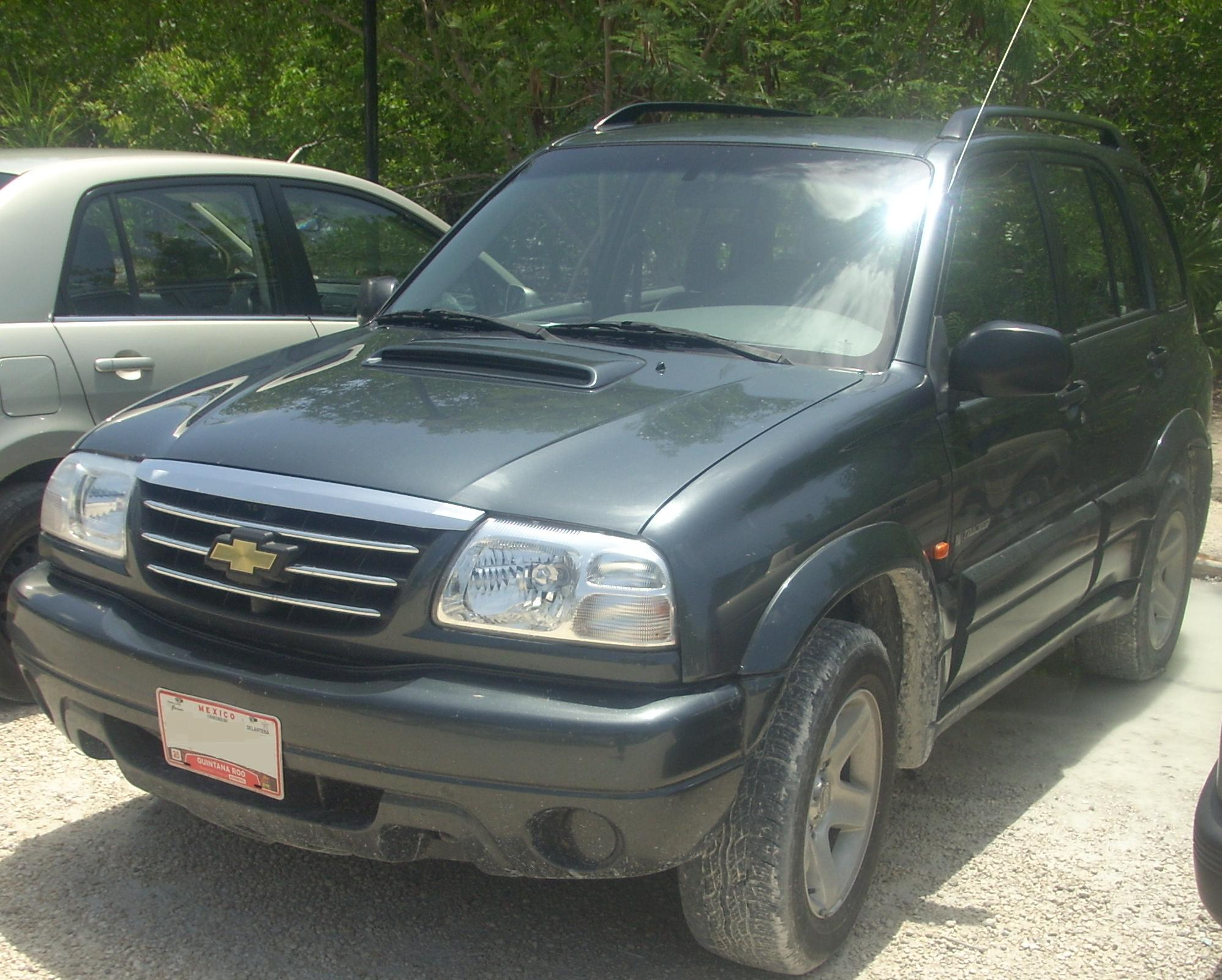
Chevrolet Tracker II po liftingu

Chevrolet Tracker II został zaprezentowany po raz pierwszy w 1999 roku.
Druga generacja Trackera powstała na gruntownie zmodernizowanej platformie poprzednika jako model na rynki obu Ameryk, ponownie w ramach ścisłej współpracy między General Motors a Suzuki jako bliźniacza wersja wobec równolegle debiutującej Grand Vitary. 
Tym razem model Chevroleta zyskał więcej różnic wizualnych względem Suzuki, z prostokątnymi reflektorami z przodu i dużym wlotem powietrza przedzielonym charakterystyczną, chromowaną poprzeczką z logo producenta.

### Lifting
W czasie, gdy sprzedaż Chevroleta Trackera II zakończyła się w 2004 roku na rynkach Stanów Zjednoczonych i Kanady, samochód dalej sprzedawano na rynkach latynoamerykańskich, poczynając od Meksyku, na Argentynie kończąc.
W 2005 roku Tracker II przeszedł obszerną restylizację, w ramach której upodobnił się on do Suzuki Grand Vitary i zyskał inny wygląd pasa przedniego. Pod tą postacią sprzedawano go do 2008 roku i aż do 2016 roku w Ekwadorze.

### Silniki
- R4 1.6l L01
- R4 2.0l J20A
- V6 2.5l H25A

## Trzecia generacja

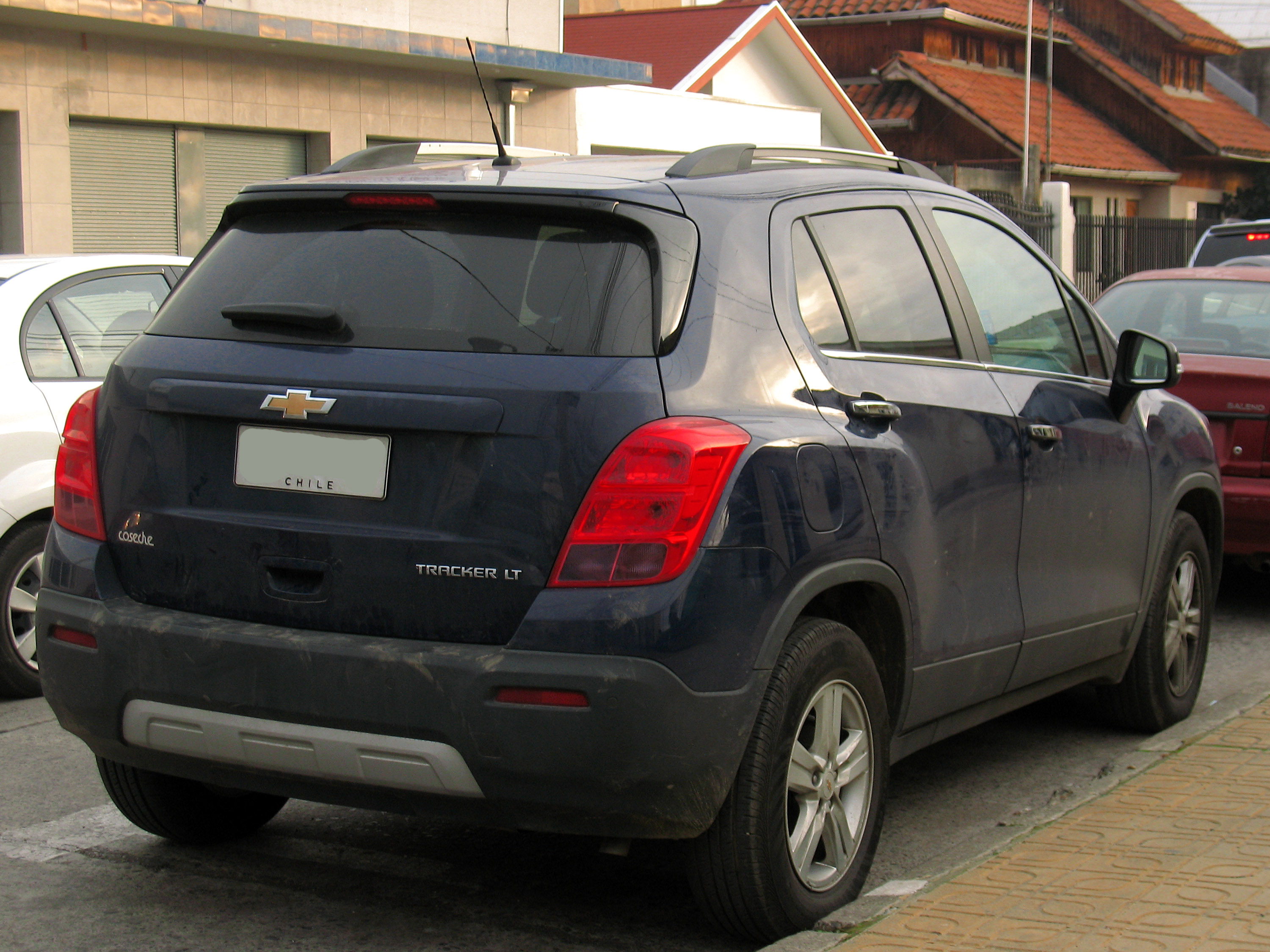
Chevrolet Tracker III - tył

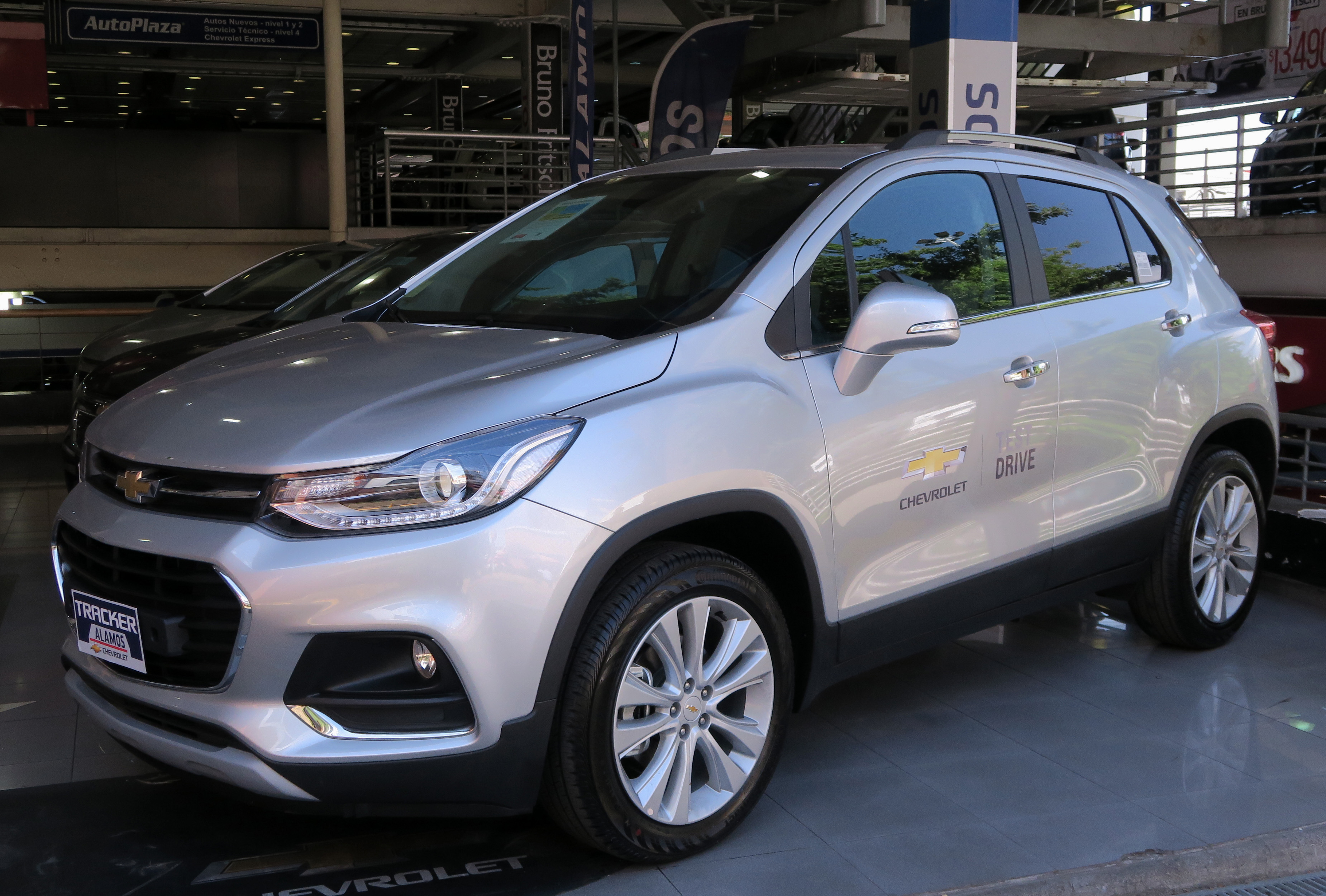
Chevrolet Tracker III po liftingu

Chevrolet Tracker III został zaprezentowany po raz pierwszy w 2013 roku.
Zupełnie nowa, trzecia generacja Trackera przyjęła nową formułę. Samochód stał się tym razem crossoverem z awangardową, smukłą sylwetką chrakteryzującą się wysoko poprowadzoną linią dachu i wyraźnie zarysowanymi nadkolami. 
Co więcej, Tracker III był jedynie południowoamerykańską odmianą modelu Trax, odróżniając się od niego jedynie nazwą. Przez kilka miesięcy 2015 roku samochód sprzedawano także pod taką nazwą w Rosji.

### Lifting
W listopadzie 2016 roku Chevrolet Tracker trzeciej generacji przeszedł obszerną modernizację w identycznym zakresie, co pod nazwą Trax na innych rynkach. Pojawiły się agresywniej zarysowane, wyżej osadzone reflektory, a także inny wlot powietrza z przodu i przemodelowane zderzaki z tyłu.

### Silniki
- R4 1.4l Ecotec
- R4 1.6l Ecotec
- R4 1.8l Ecotec
- R4 1.7l CDTI

## Czwarta generacja

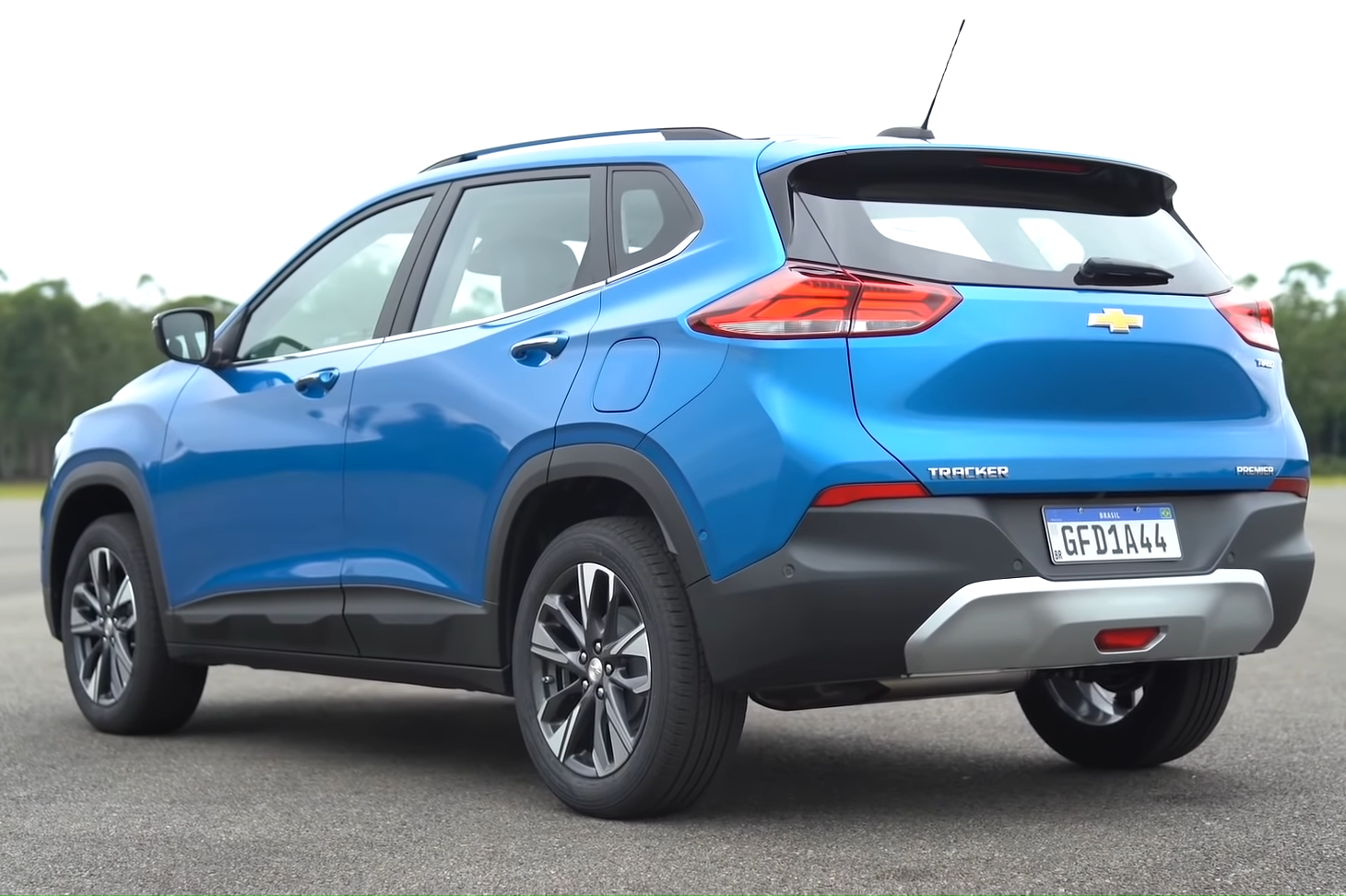
Chevrolet Tracker IV - tył

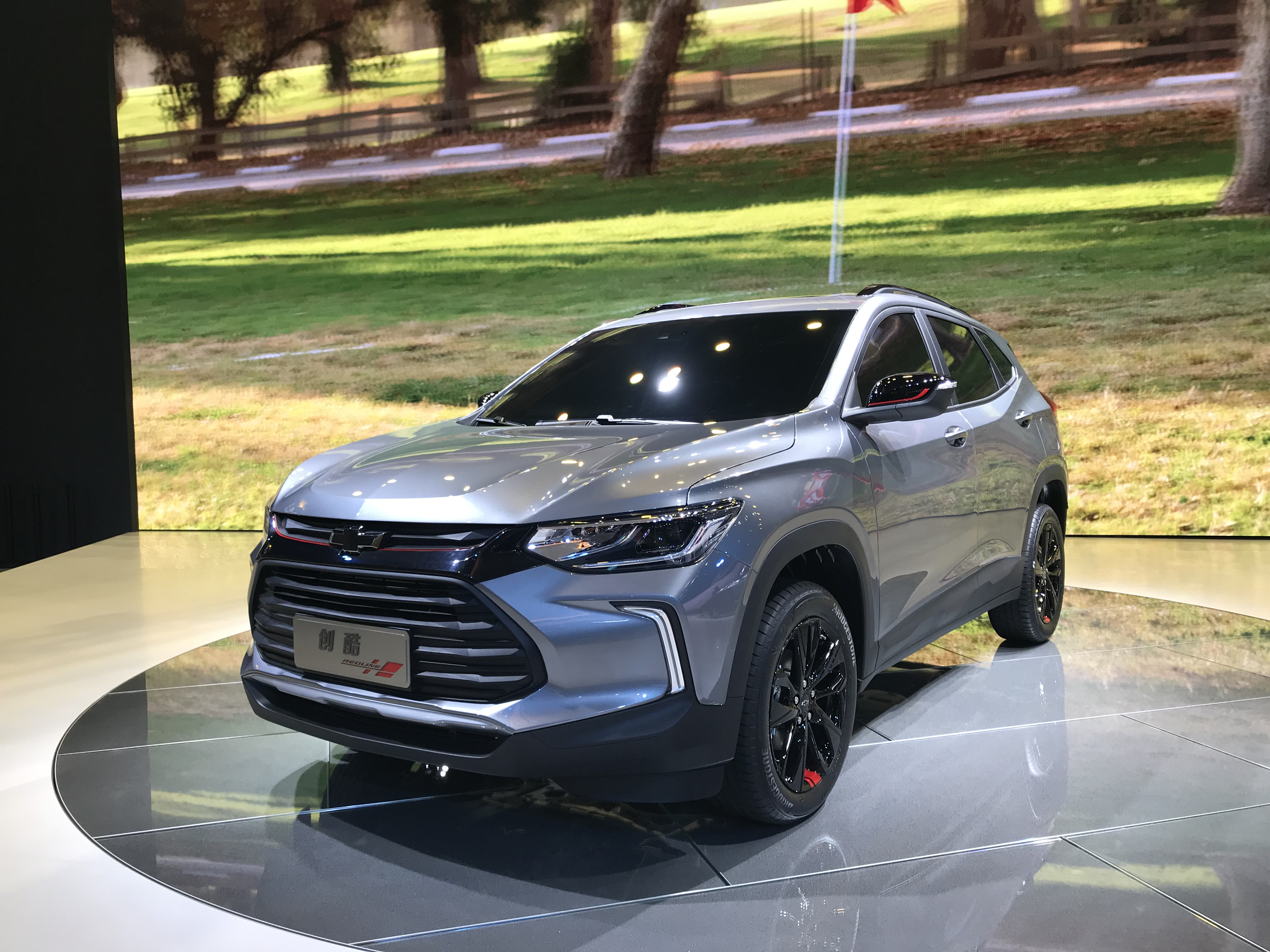
chiński Chevrolet Tracker IV

Chevrolet Tracker IV został zaprezentowany po raz pierwszy w 2019 roku.
W kwietniu 2019 roku Chevrolet zaprezentował na Shanghai Auto Show nowego, miejskiego crossovera pod nazwą Tracker, która po raz pierwszy została zastosowana z myślą o rynku chińskim. Samochód utrzymano w nowym kierunku stylisycznym Chevroleta, wyróżniając się licznymi przetłoczeniami, wysoko umieszczonymi lampami oraz logo producenta, a także dużym wlotem powietrza. Pojazd wykorzystuje płytę podłogową Global Emerging Markets (GEM), przeznaczoną do budowy samochodów na rynki rozwijające się.
Na początku Chevrolet Tracker trafił do sprzedaży w czerwcu 2019 roku w Chinach, z kolei w marcu 2020 roku pojazd zadebiutował i zaczął być produkowany także w Ameryce Południowej jako czwarta generacja linii modelowej Tracker. 
W maju tego samego roku pojazd poszerzył swój zasięg rynkowy o Meksyk, zastępując model Trax i przywracając tym samym tę nazwę do użytku po 12 -letniej przerwie. Na początek 2021 zaplanowano z kolei rozpoczęcie produkcji Trackera w zakładach UzAuto w uzbeckiej Asace z myślą o rynku Azji Centralnej i Rosji.

### Silniki
- R3 1.0l Turbo
- R3 1.2l L3Z
- R3 1.3l L3Z